# Aulohalaelurus
Genre
Aulohalaelurus est un genre de requin vivant en Océanie.

## Liste des espèces
Selon ITIS:
- Aulohalaelurus labiosus Waite, 1905

Selon FishBase:
- Aulohalaelurus kanakorum Séret, 1990
- Aulohalaelurus labiosus Waite, 1905